# Blenina chloromelana
Blenina chloromelana är en fjärilsart som beskrevs av Paul Mabille 1890. Blenina chloromelana ingår i släktet Blenina och familjen trågspinnare. Inga underarter finns listade i Catalogue of Life.